# Campeonato Mineiro Módulo II 2020
In 2020 werd het 27ste Campeonato Mineiro Módulo II gespeeld voor voetbalclubs uit de Braziliaanse staat Minas Gerais. De competitie werd gespeeld van 8 februari tot 28 november en werd georganiseerd door de FMF. Door de coronacrisis in Brazilië werd de competitie stilgelegd op 17 maart en pas hervat vanaf 10 oktober. Pouso Alegre werd kampioen. 

## Eerste fase
| Plaats | Club               | Wed. | W | G | V | Saldo | Ptn. |
| ------ | ------------------ | ---- | - | - | - | ----- | ---- |
| 1.     | Pouso Alegre       | 11   | 6 | 3 | 2 | 14:11 | 21   |
| 2.     | Athletic Club      | 11   | 6 | 2 | 3 | 19:11 | 20   |
| 3.     | Betim              | 11   | 6 | 2 | 3 | 13:9  | 20   |
| 4.     | Nacional de Muriaé | 11   | 5 | 3 | 3 | 15:9  | 18   |
| 5.     | Democrata-GV       | 11   | 5 | 3 | 3 | 10:8  | 18   |
| 6.     | Tupi               | 11   | 4 | 3 | 4 | 15:13 | 15   |
| 7.     | Democrata-SL       | 11   | 3 | 5 | 3 | 14:11 | 14   |
| 8.     | Guarani            | 11   | 4 | 1 | 6 | 8:20  | 13   |
| 9.     | Serranense         | 11   | 3 | 3 | 5 | 8:11  | 12   |
| 10.    | Ipatinga           | 11   | 3 | 2 | 6 | 13:14 | 11   |
| 11.    | CAP Uberlândia     | 11   | 3 | 1 | 7 | 8:13  | 10   |
| 12.    | Mamoré             | 11   | 1 | 6 | 4 | 6:13  | 9    |

|  | Gekwalificeerd voor tweede fase    |
|  | Degradatie naar de Segunda Divisão |

## Tweede fase
| Plaats | Club               | Wed. | W | G | V | Saldo | Ptn. |
| ------ | ------------------ | ---- | - | - | - | ----- | ---- |
| 1.     | Pouso Alegre       | 6    | 3 | 1 | 2 | 8:4   | 10   |
| 2.     | Athletic Club      | 6    | 2 | 3 | 1 | 8:7   | 9    |
| 3.     | Betim              | 6    | 2 | 2 | 2 | 6:8   | 8    |
| 4.     | Nacional de Muriaé | 6    | 1 | 2 | 3 | 7:10  | 5    |

|  | Promotie naar Módulo I |

### Kampioen
| Campeonato Mineiro de 2020 - Módulo II |
| -------------------------------------- |
| POUSO ALEGRE 1º Titel                  |